# Atli Viðar Björnsson
Atli Viðar Björnsson (4 gennaio 1980) è un ex calciatore islandese, di ruolo attaccante.

## Carriera

### Club
Ad eccezione di una stagione in prestito al con cui realizza 14 goal in 17 match, gioca in pianta stabile nello FH con cui conquista 8 campionati islandesi, 1 coppa d'Islanda, 5 coppe di lega islandesi e 4 supercoppe islandesi. Si ritira al termine della stagione 2018.

### Nazionale
Vanta 4 presenze nella nazionale islandese.

## Palmarès

### Club
- Campionato islandese: 8

FH Hafnarfjörður: 2004, 2005, 2006, 2008, 2009, 2012, 2015, 2016
- Coppa d'Islanda: 1

FH Hafnarfjörður: 2010
- Coppa di lega islandese: 5

FH Hafnarfjörður: 2002, 2004, 2006, 2009, 2014
- Supercoppa d'Islanda: 5

FH Hafnarfjörður: 2005, 2009, 2010, 2011, 2013

### Individuale
- Capocannoniere del campionato islandese: 1

FH Hafnarfjörður: 2013 (13 gol)